# Béatrice Jansen
Béatrice Margarethe Leonarda Joanna Maria Jansen (Schiedam, 22 oktober 1914 − Den Haag, 29 februari 2008) was adjunct-directeur van het Gemeentemuseum Den Haag.

## Biografie
Jansen promoveerde in 1947 aan de Rijksuniversiteit Utrecht op Laat Gotisch borduurwerk in Nederland. Vervolgens trad ze in dienst van het Haags Gemeentemuseum waar zij verantwoordelijk was voor vele tentoonstellingen maar ook vele aankopen, met name op het gebied van kunstnijverheid. Bij of naar aanleiding van haar tentoonstellingen werden teksten geschreven. Haar aankoopbeleid werd in 1997 beschreven in het jaarboek van het museum. Zij eindigde haar loopbaan in 1979 als adjunct-directeur van het museum.
Dr. B.M.L.J.M. Jansen overleed in Den Haag op 93-jarige leeftijd.

## Publicaties

### Eigen publicaties
- Laat Gotisch borduurwerk in Nederland. 's-Gravenhage, 1947 (proefschrift).
- Gids van de afdeling oude kunstnijverheid [van het] Gemeentemuseum van 's-Gravenhage. 's-Gravenhage, 1950.
- 'Waarom een costuummuseum?', in: 's-Gravenhage. Maandblad der Gemeente 's-Gravenhage 7 (1952), pag. 249-252.
- Kunstschatten uit Vaticaanstad, Italiaanse kerken en musea. 's-Gravenhage, 1953.
- Bronzen uit Loeristan. Collectie Graeffe. 's-Gravenhage, 1954.
- Het gouden sieraad in de Nederlandse folklore : 24 juni - 5 sept. 1955. 's-Gravenhage, 1955.
- Twee eeuwen Duitse faience. 1600 - 1800. Uit de collectie van het Hetjens-Museum te Düsseldorf 2 April-29 Mei 1955. 's-Gravenhage, 1955.
- Ceramiek uit de landen van de Islam. Haags Gemeentemuseum = Islamic pottery. Den Haag, 1956 en 1972².
- Nederlands zilver. 1815-1960. 's-Gravenhage, 1960.
- Catalogus van Noord- en Zuidnederlands glas. 's-Gravenhage, 1960.
- Catalogus van Haagse zilverwerken. Gemeentemuseum Den Haag. Den Haag, [ca. 1962].
- [met H.E. van Gelder] Aardewerk en porselein in de Nederlandse musea. Zeist/Arnhem, 1965.
- Glas uit de oudheid, legaat W.J.H. Mulier = Glass from the ancient world, legacy W.J.H. Mulier. The Hague, 1966.
- Kunsthandwerk der Blütezeit Hollands, 1600-1740. Zinn, Silber Delfter Fayence. Den Haag, 1968
- [met H.E. van Gelder] Glas in Nederlandse musea. Bussum/Antwerpen, [1969].
- Islamic decorative arts. Short guide. Den haag, [ca. 1970].
- Pompeii. Den Haag, 1973 (Uitgave ter gelegenheid van tentoonstelling in het Haags Gemeentemuseum, Den Haag, 26 september 1973 tot 13 januari 1974).
- Chinese ceramiek. Lochem, 1976.
- 'In memoriam mr.drs. L.J.F. Wijsenbeek', in: Jaarboek Die Haghe (1986), p. 313-315.

### Bijdragen aan publicaties
- Catalogus van de tentoonstelling Het Nederlandse boek 1300-1800, Gemeentemuseum van 's-Gravenhage van 29 juli tot 25 sept. 1950. 's-Gravenhage, 1950.
- Nieuwe beweging. Den Haag, 1955 (Catalogus van de tentoonstelling gehouden in het Gemeentemuseum, Den Haag, 20 oct. - 12 dec. 1955).
- Haags porselein, 1776-1790. Haags Gemeentemuseum, 9 april t/m 7 juni 1965. 's-Gravenhage, 1965.
- Haags zilver uit vijf eeuwen. Den Haag, 1970 (Uitgave ter gelegenheid van tentoonstelling Haags Gemeentemuseum, Den Haag, 20 juni t/m 27 augustus 1967).
- Nederlandse lepeldozen 1803-1890. Den Haag, 1975 (Catalogus van de tentoonstelling in het Haags Gemeentemuseum, 12-12-1975 - 1-2-1976).
- Haags Gemeentemuseum zienderogen. 's-Gravenhage, 1977.
- Nederlands Kostuummuseum zienderogen. 's-Gravenhage, 1977.
- Museum Bredius zienderogen. 's-Gravenhage, 1977.
- Tin uit de Lage Landen = Pewter from the Low Countries ; Haags Gemeentemuseum, 1977. Den Haag, 1977.